# Sport Club Corinthians Paulista (futsal)
O Corinthians Futsal, comumente referido como Corinthians, é o departamento de futsal do Sport Club Corinthians Paulista, da cidade de São Paulo, capital. Fundado na década de 1950, é um dos pioneiros da modalidade no Estado.
Uma das "equipes de camisa" do futsal brasileiro, se destaca entre as principais potências do esporte no século. Em mais de 70 anos de história, conquistou troféus importantes: são 2 Ligas Nacionais, 2 Taças Brasil, 2 Copas do Brasil, 2 Supercopas e 15 títulos paulistas — unindo 10 Campeonatos Paulistas e 5 Ligas. O clube é o maior campeão estadual de São Paulo.
Com uma das maiores torcidas entre os clubes esportivos brasileiros, possui grande média de público em todas as competições que disputa. A tradição, aliada da força das arquibancadas, consolida o Corinthians entre os gigantes do país.

## História
O futsal masculino do Corinthians, tradicional força da modalidade em São Paulo, alcançou seus primeiros títulos oficiais na década de 1970. Entre 1971 e 1973, foi tricampeão estadual, além de conquistar o bicampeonato metropolitano. O título da Taça Brasil de Futsal, o principal torneio nacional até então, veio pela primeira vez já em 1974. Na década seguinte, a equipe somou mais dois estaduais (1980 e 1981) e três metropolitanos (1980, 1982 e 1983). Durante os anos 1990, com investimentos reduzidos, obteve apenas o título paulista de 1995 — porém, marcou a história do futsal ao revelar Falcão, um dos maiores jogadores de todos os tempos.
No início do século XXI, recursos financeiros escassos limitaram a competitividade da equipe. Apesar disso, conquistou dois títulos paulistas, em 2004 e 2006. A partir de 2008, o Timão retomou os investimentos na modalidade, firmou patrocínio com a UNIP e a cidade de São Caetano do Sul e retornou à Liga Nacional, competindo sob o nome Corinthians/São Caetano. Em 2009, venceu a Intelli/Orlândia e conquistou seu oitavo título paulista, igualando o recorde do Esporte Clube Banespa.
Em 2010, foi vice-campeão paulista e campeão metropolitano, derrotando o grande rival Palmeiras na final. Na Liga Nacional, alcançou as semifinais pela primeira vez e acabou eliminado pela Copagril. No mesmo ano, conquistou a segunda Taça Brasil ao superar a ACBF na final. Nas temporadas de 2011 e 2012, chegou novamente às semifinais, mas saiu derrotado em ambas as oportunidades por Carlos Barbosa e Intelli/Orlândia, respectivamente.
No ano de 2013, o Corinthians sagrou-se eneacampeão paulista, tornando-se, a partir daquela temporada, o maior campeão isolado do torneio. Na Liga Nacional, chegou às semifinais pelo quarto ano consecutivo, mas não conseguiu quebrar a escrita e novamente caiu diante da Intelli/Orlândia. No ano seguinte, conquistou de forma invicta a Taça Brasil de Futsal da 1ª Divisão, um campeonato de acesso onde o clube representou o Estado de São Paulo, ao vencer o Tigre, de Pernambuco.
Em 2016, o Corinthians finalmente conquistou sua primeira Liga Nacional ao derrotar o rival Sorocaba. Entre 2018 e 2019, venceu a Copa do Brasil nas duas oportunidades e faturou a Supercopa, garantindo vaga para sua primeira participação na Copa Libertadores da modalidade, feito que viria a repetir em 2020 com o bicampeonato. No mesmo ano, foi vice-campeão da Liga em reedição da final de seu primeiro título, perdendo para o Sorocaba por placar agregado de 4 a 1.
Na temporada de 2022, o Corinthians conquistou seu segundo título da Liga Nacional de Futsal. Após terminar a fase de grupos em um decepcionante 10º lugar, eliminou São José nas oitavas, Joinville nas quartas e o tradicional Jaraguá nas semifinais. Na decisão, contra o Atlântico, venceu o primeiro jogo por 6 a 2 em casa e garantiu o título com um triunfo impressionante por 5 a 1 no segundo jogo, realizado em Erechim. Mesmo saindo atrás no placar, empatou com gol de Deives e aproveitou a fragilidade do adversário ao utilizar o goleiro-linha para marcar mais quatro gols nos minutos finais, assegurando o bicampeonato com autoridade.

## Ginásio
O Ginásio Poliesportivo Wlamir Marques, localizado no Parque São Jorge, em São Paulo, é a principal casa do futsal do Sport Club Corinthians Paulista. Inaugurado em maio de 1963, o ginásio tem capacidade para aproximadamente 7.000 espectadores e é um dos mais tradicionais palcos esportivos do país. Em outubro de 2016, o ginásio foi renomeado em homenagem a Wlamir Marques, um dos maiores jogadores da história do basquete brasileiro e que teve uma carreira de destaque no Corinthians.
Ao longo dos anos, o ginásio tem sido palco de importantes competições e eventos esportivos, consolidando-se como um centro de excelência para o futsal e outras modalidades. Em 2024, passou por reformas significativas, incluindo a instalação de um novo placar eletrônico no centro da quadra e a substituição do piso, visando melhorar a experiência de atletas e torcedores. A reinauguração foi realizada em 28 de junho do mesmo ano, no empate entre Corinthians e Marreco por 1 a 1, válido pela Liga Nacional.
Além de sediar os jogos do Corinthians Futsal, o Ginásio Wlamir Marques também abriga atividades associativas e eventos voltados à comunidade. O departamento de futsal associativo concentra suas atividades no local, oferecendo aos associados a oportunidade de praticar a modalidade em um ambiente de qualidade. Os "rachões" entre associados são realizados todas as terças e quintas-feiras, promovendo a integração e o incentivo ao esporte entre os membros do clube.

## Rivalidades

### Clássicos estaduais
Entre os clubes paulistas, o que mantém a maior rivalidade com o Corinthians nos últimos anos é o Sorocaba, atual Magnus Futsal, uma das equipes que disputa as principais competições nacionais com o Alvinegro. Os confrontos de maior importância entre ambos, além de múltiplas decisões de campeonatos estaduais, foram as finais das Ligas Nacionais de 2016 — com título do Corinthians — e 2020 — com troféu levantado por Sorocaba na "revanche".
Outra enorme rivalidade do Corinthians no futsal estadual é com a Intelli, antiga Orlândia e atual Santo André. A fase mais intensa do clássico foi em meio à sequência de seis eliminações seguidas do Timão nas semifinais da Liga Nacional, das quais quatro (2012, 2013, 2014 e 2015) foram consecutivamente para a Intelli, com provocações da torcida e confusão em quadra.
Além das rivalidades com Sorocaba e Intelli, o Corinthians também protagoniza clássicos estaduais contra equipes como a AABB e o São José. Embora com menor intensidade, esses confrontos são tradicionais no calendário paulista e decidem títulos ou vagas em fases avançadas de torneios esporadicamente.

### Clássicos nacionais
No âmbito nacional, o Corinthians construiu rivalidades com clubes que frequentemente enfrenta em fases agudas das competições, como a dupla catarinense Jaraguá e Joinville, o tradicional Carlos Barbosa e, mais recentemente, o Atlântico. Com uma torcida que está presente nas cinco regiões do país, confrontos fora de casa sempre contam com grande presença da Fiel.

## Títulos
| NACIONAIS | NACIONAIS               | NACIONAIS | NACIONAIS                                                   |
|           | Competição              | Títulos   | Temporadas                                                  |
| --------- | ----------------------- | --------- | ----------------------------------------------------------- |
|           | Liga Nacional de Futsal | 2         | 2016 e 2022                                                 |
|           | Taça Brasil de Futsal   | 2         | 1974 e 2010                                                 |
| Brasil    | Copa do Brasil          | 2         | 2018 e 2019                                                 |
| Brasil    | Supercopa do Brasil     | 2         | 2019 e 2020                                                 |
| ESTADUAIS |                         |           |                                                             |
|           | Competição              | Títulos   | Temporadas                                                  |
| São Paulo | Campeonato Paulista     | 10        | 1971, 1972, 1973, 1978, 1980, 1981, 1995, 2009, 2019 e 2022 |
| São Paulo | Liga Paulista de Futsal | 5         | 2013, 2015, 2016, 2018 e 2019                               |
| São Paulo | Supercopa Paulista      | 1         | 2019                                                        |

### Outras conquistas
- Campeonato Metropolitano de Futsal: 1973, 1974, 1980, 1982, 1983, 2004, 2006 e 2010
- Copa Intercontinental de Futsal Sub-20: 2019 e 2021
- Copa Intercontinental de Futsal Sub-18: 2016 e 2018

### Campanhas de destaque
- Copa Libertadores de Futsal: 4º colocado em 2021
- Liga Nacional de Futsal: vice-campeão em 2020, 3º colocado em 2010, 2011 e 2015 e 4º colocado em 2012, 2013 e 2014
- Taça Brasil de Futsal: vice-campeão em 1981
- Supercopa do Brasil de Futsal: vice-campeão em 2017 e vencedor do apuramento à Libertadores de 2021[nota 1]
- Campeonato Paulista de Futsal: vice-campeão em 1986, 1997, 2001, 2010, 2021 e 2023
- Liga Paulista de Futsal: vice-campeão em 2017 e 2023